# Castiglione (Familienname)
Castiglione ist ein italienischer Familienname:

## Namensträger
- Baldassare Castiglione (1478–1529), italienischer Schriftsteller
- Branda Castiglione (1350–1443), italienischer Geistlicher, Bischof von Wesprim, siehe Branda Castiglioni
- Giovanni Castiglione (Geistlicher, † 1456), italienischer Geistlicher, Bischof von Penna und Atri
- Giovanni Castiglione (Kardinal, 1420) (1420–1460), italienischer Geistlicher, Bischof von Pavia
- Giovanni Castiglione (Kardinal, 1742) (1742–1815), italienischer Geistlicher, Bischof von Osimo
- Giovanni Benedetto Castiglione (1609–1664), italienischer Maler
- Giovanni Francesco Castiglione (1641–1710), italienischer Maler
- Giuseppe Castiglione (1688–1766), italienischer Missionar und Maler
- Kathrin Castiglione (* 1982), deutsche Biotechnologin und Hochschullehrerin
- Luigi Castiglione (Boxer) (* 1967), italienischer Boxer
- Luigi Gonzaga di Castiglione (1745–1819), italienischer Adliger und Schriftsteller
- Salvatore Castiglione (um 1620–um 1676), italienischer Maler